# Zambiya

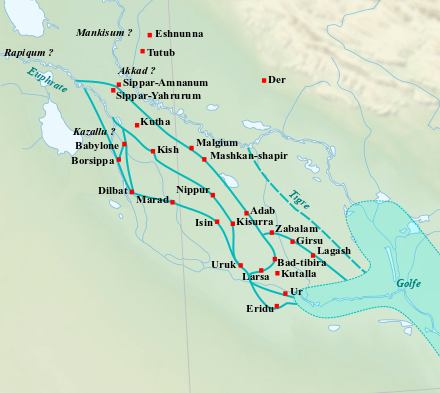
Este es el mapa de una parte de mesopotamia, aquí se encuentra isin

Zambiya, ca. 1774–1772  a.  C. (cronología corta) o ca. 1836–1834  a.  C. (cronología media), fue el undécimo rey de la 1.ª dinastía de Isin. Es conocido por su derrota a manos de Sin-Iqisham, rey de Larsa.

## Biografía
Según la Lista Real Sumeria, Zambiya reinó durante 3 años. Fue contemporáneo de Sin-Iqisham, rey de Larsa, cuyo nombre de año quinto y final celebra su victoria sobre Zambiya:
<<el año del ejército de (la tierra de) Elam y Zambiya, (el rey de Isin) fueron derrotados por las armas>>
lo que sugiere una confederación entre Isin y Elam contra Larsa. La ciudad de Nippur fue muy disputada entre las ciudades-estado. Si Zambiya sobrevivió a esta batalla, debió ser contemporáneo de los sucesores de Sin-iqisham: Silli-Adad y Warad-Sin.